# Brasse (natation)
Pour les articles homonymes, voir Brasse.

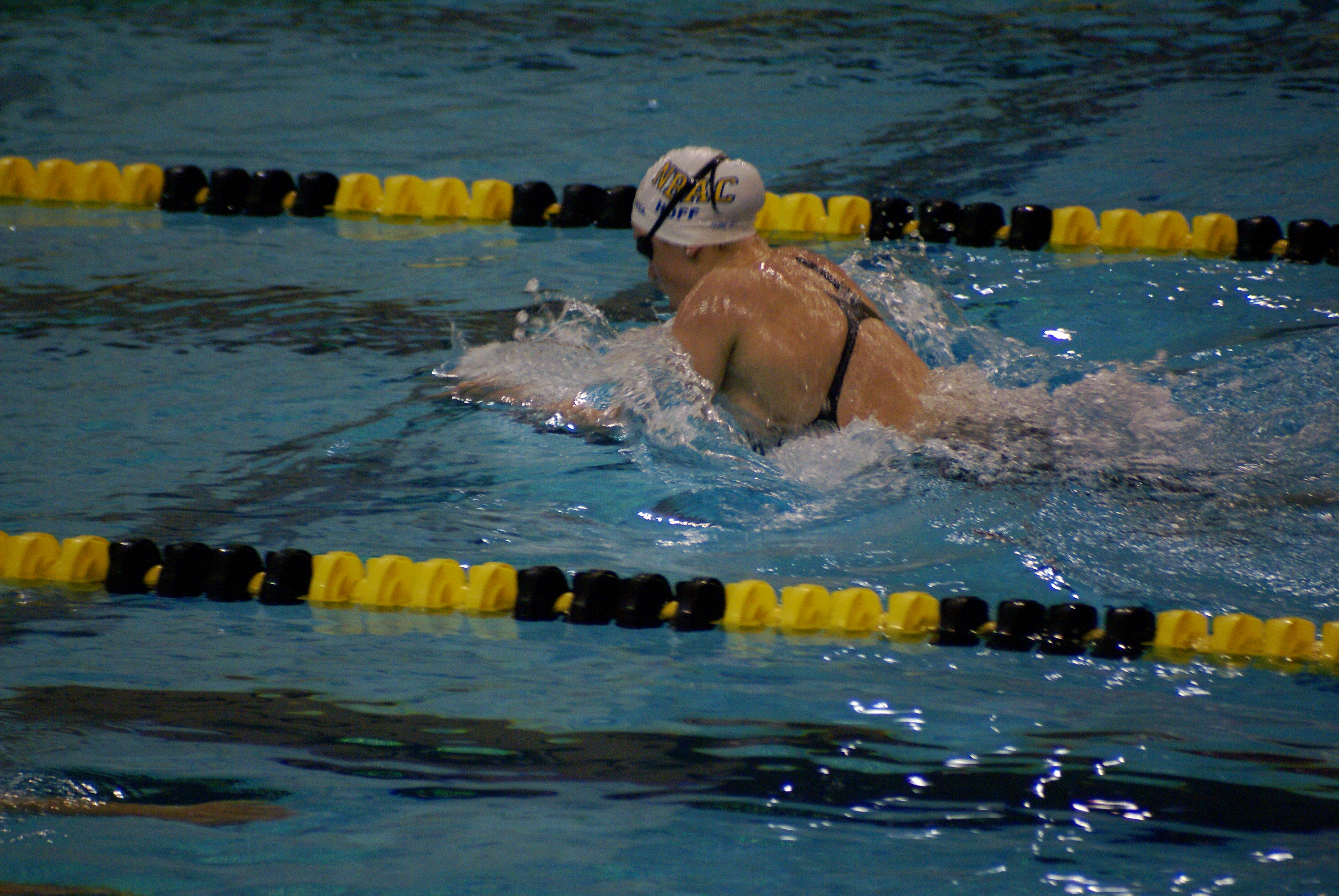
Mouvement de brasse de surface (retour des bras vers l'avant), Katie Hoff, 2008.

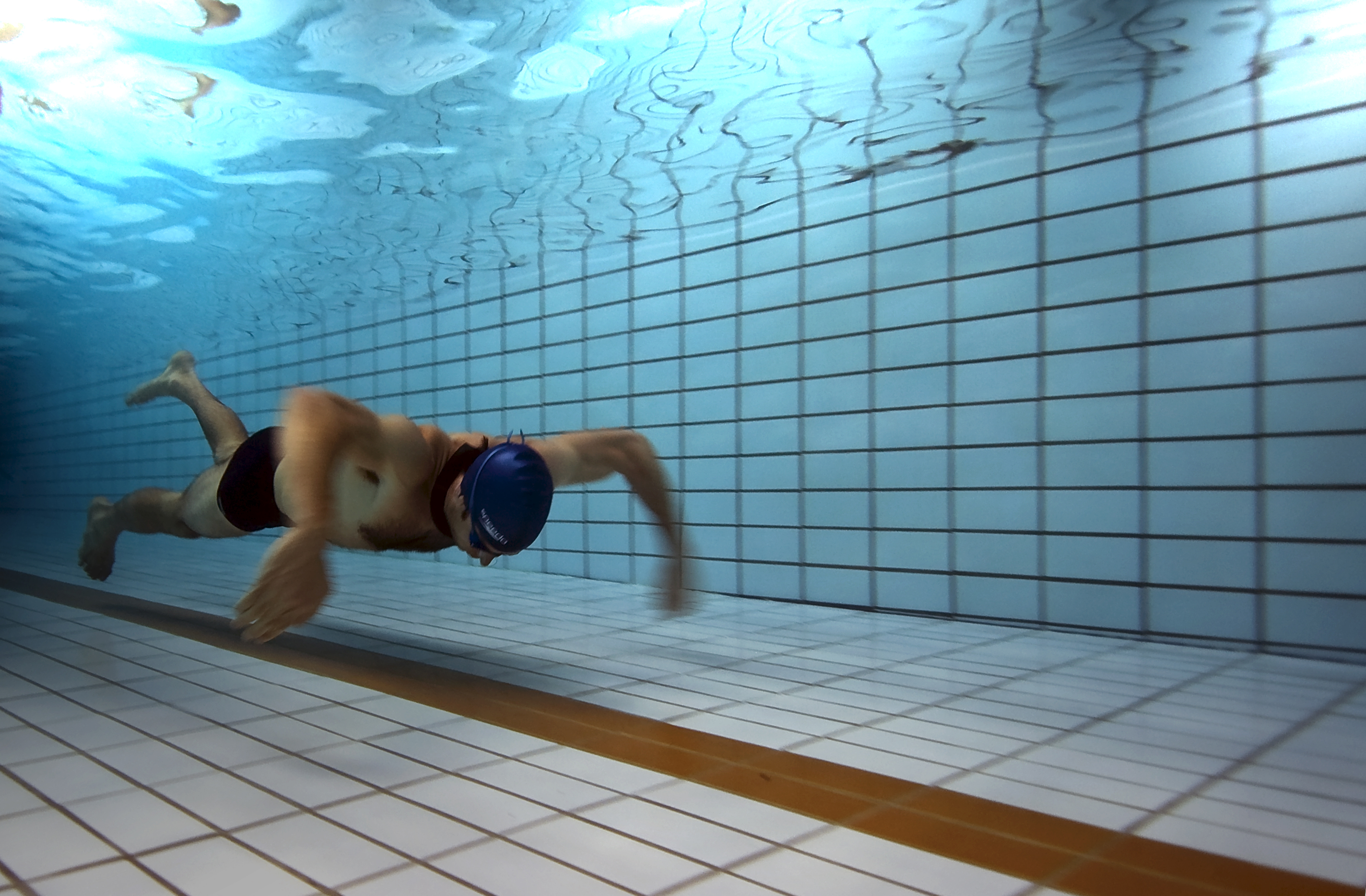
Brasse subaquatique en apnée dynamique sans palme.

La brasse est un style de nage polyvalent dont les variantes permettent d'évoluer aussi bien en surface que sous l'eau ou encore de nager avec la tête hors de l'eau. Elle est pratiquée en compétition depuis le XIXe siècle en Europe. Sa variante de surface fut pratiquée en nage libre dès les premiers Jeux olympiques de l'ère moderne à Athènes en 1896 puis fut ensuite l'objet d'une codification en compétition conduisant à en faire une catégorie à part entière. Sa variante subaquatique est employée dans l'apnée sportive de manière exclusive dans les compétitions d'apnée dynamique sans palme et d'apnée en poids constant sans palme. Il s'agit également de l'unique mode de déplacement lors d'une plongée en apnée de loisir sans palme.
La brasse présente la particularité d'être une nage aisément accessible au débutant dans ses variantes populaires et est largement pratiquée en natation de loisir notamment en raison de la possibilité de garder la tête hors de l'eau. Son exécution selon les codes et exigences de la compétition reste toutefois complexe, y compris pour le nageur de haut niveau. Les mouvements de la brasse, leur coordination et leur vitesse d'exécution sont dès lors très variables suivant le nageur et son expérience. Ces variations se répercutent d'une part sur l'efficacité de la force propulsive, assurée essentiellement par les membres inférieurs ; sur l'ampleur des résistances à l'avancement d'autre part.

## Chronologie
- En 1696, dans son livre : L'Art de nager, démontré par figures, avec des avis pour se baigner utilement, Melchisédech Thévenot décrit les premiers principes de la brasse et contribue à sa popularisation au XVIIIe siècle.
- La brasse est la première nage utilisée en compétition, qui fut organisée pour la première fois  en Grande-Bretagne, en 1837[3], sous l'égide de la National Swimming Association. La technique du crawl est également employée.

- Le 25 août 1875, le capitaine anglais Matthew Webb  utilise la technique de la brasse pour devenir le premier homme à effectuer la traversée de la Manche à la nage[4].

- La brasse est utilisée en nage libre lors des Jeux Olympiques d'Athènes de 1896

- En 1926, le nageur allemand Erich Rademacher effectue lors d'une compétition le retour des bras au-dessus de la surface de l'eau, comme ne lui interdit pas le règlement international de la brasse en vigueur. Ce mouvement, qui limite les frottements lors de la phase de retour des bras, constitue la naissance de la brasse-papillon[5].

- En 1948, le règlement international de la FINA oblige le nageur à choisir un des deux types de brasse pour la totalité de l'épreuve.

- Aux Jeux Olympiques d'Helsinki en 1952, les 8 finalistes du 200 mètres brasse adoptent la technique de la brasse-papillon[6]. En conséquence, la même année, la FINA décide de distinguer la brasse et le papillon en deux techniques distinctes[7].

- Le 29 juin 2001, à Moscou, le Russe Roman Sludnov est le premier à nager le 100 mètres brasse en moins d'une minute (59 s 97)[8],[9].

- Le 1er aout 2006, à Irvine, aux États-Unis, l'Américain Brendan Hansen établit le record du monde de l'épreuve du 100 mètres brasse en 59 s 13[10].

## Les particularités de la brasse

### Mouvements
La brasse est souvent la première nage qu'apprennent les débutants, car ils peuvent nager en gardant la tête en permanence hors de l'eau, ce qui leur évite de devoir coordonner leur respiration avec leurs mouvements. En outre, les mouvements des bras et des jambes, même s'ils perdent en efficacité, peuvent être réduits à leur plus simple expression.
La brasse se pratique sur le ventre et se base sur les actions successives, coordonnées et symétriques des jambes et des bras. Ceux-ci restent sous l'eau en permanence : seul l'axe formé par la tête et les pieds oscille par rapport à la surface de l'eau lors de l'enchaînement des mouvements. L'avancée du corps est assurée alternativement par les membres supérieurs (mains, avant-bras et bras) et inférieurs (pieds, jambes et cuisses). L'action de poussée des jambes, appelée ciseau de brasse, est parfois comparée à l'action des pattes arrière d'une grenouille lorsqu'elle nage : les jambes du nageur se replient, se détendent vers l'extérieur, puis se rapprochent vivement l'une de l'autre, ce qui contribue à le propulser.
La brasse est la seule nage dont la phase de poussée des bras est très réduite. En effet, après la phase de traction, les mains ne doivent pas être amenées en arrière au-delà de la ligne des hanches (SW 7.3). Par ailleurs, à la différence du crawl ou  du dos crawlé par exemple, le temps d'inspiration nécessite un redressement de la tête et par conséquent du tronc, offrant ainsi de grandes résistances à l'avancement. Le mouvement de bras en brasse est par conséquent le moins efficace des 4 nages officielles.

### Efficacité énergétique
Alors qu'en crawl, la force propulsive est assurée essentiellement par les membres supérieurs, en brasse, la propulsion assurée par les membres inférieurs est au moins égale à celle fournie par les bras. Cette différence joue sur l'efficacité comparée de ces deux nages : la phase propulsive des jambes étant moins rentable énergétiquement, il a été observé chez des nageurs de haut niveau que le rendement mécanique est de l'ordre de 4 à 6 % en brasse, tandis qu'il est de 6 à 7 % en crawl.
D'une manière générale, à vitesse égale, la brasse est moins économique que le crawl et l'est plus que le papillon. Cependant, quand la vitesse de nage est faible, le coût énergétique de la brasse se rapproche de celui du crawl tandis que pour des vitesses élevées, il est comparable à celui du papillon. Par ailleurs, chez le nageur débutant, la brasse est plus économique que le crawl, ce qui peut expliquer la préférence de celui-ci pour cette nage.
En brasse, il a été montré qu'à vitesse donnée, la consommation d'oxygène est moins importante chez les femmes que chez les hommes, induisant qu'en brasse, le rendement énergétique est meilleur chez celles-ci. Outre des différences de technique de nage, des différences anthropomorphologiques ont été avancées, notamment un rapport (masse adipeuse / masse totale) plus élevé chez la femme que chez l'homme, ce qui diminuerait chez celles-ci la dépense énergétique nécessaire pour se maintenir à la surface.

### Vitesses
S'il est pris pour exemple comparatif les records du monde 100 mètres messieurs, grand bassin en brasse (Adam Peaty, 21/07/2019) et en crawl (Pan Zhanle, 31/07/2024), les vitesses moyennes de nage sont les suivantes :
- Brasse : 1,76 m/s (56 s 88)
- Crawl : 2,16 m/s (46 s 40)

## Techniques de nage

### Brasse «traditionnelle»

#### Mouvement des bras et de la tête
Ceux-ci se décomposent de la manière suivante :
- bras tendus vers l'avant, mains à l'horizontale, jointes et les pouces collés ; la tête est submergée, rentrée sous les bras, le regard vers le fond. Le nageur est en phase d'expiration.

- les bras s'écartent largement, les paumes dirigées vers l'extérieur, doigts serrés, pour former un angle de 45° par rapport à l'axe tête / pieds. Vers la fin du mouvement, les paumes s'orientent vers le fond, pour faciliter la sortie de la tête et des épaules de l'eau (l'eau constitue le support d'appui). Cette phase constitue la phase de traction des bras.

- Les bras effectuent leur phase de retour au niveau du thorax. Cette phase entraîne des frottements, nuisibles à l'avancement. La tête sort de l'eau, le nageur inspire très rapidement.

- Retour à l'état initial : les bras fléchis entrent en extension, les mains sont jointes. La tête se place sous les bras, le menton est rentré.

#### Mouvement des jambes
Il se compose de trois parties qui s'enchainent les unes aux autres en accélération :
- Les jambes sont tendues sans excès et collées l'une à l'autre ; les pieds sont en position allongée.

- Les talons sont ramenés vers les fesses en se touchant ; les pointes des pieds sont fléchies (elles se dirigent vers l'extérieur, comme les genoux).

- Les jambes s'écartent en poussant les talons et les plantes des pieds vers l'extérieur. Les pointes des pieds restent tirées et écartées.

- Retour à l'état initial : les jambes se resserrent sous l'action des pieds ; les pointes des pieds s'allongent dans l'axe du corps pour amplifier le mouvement de ciseau.

#### Coordination

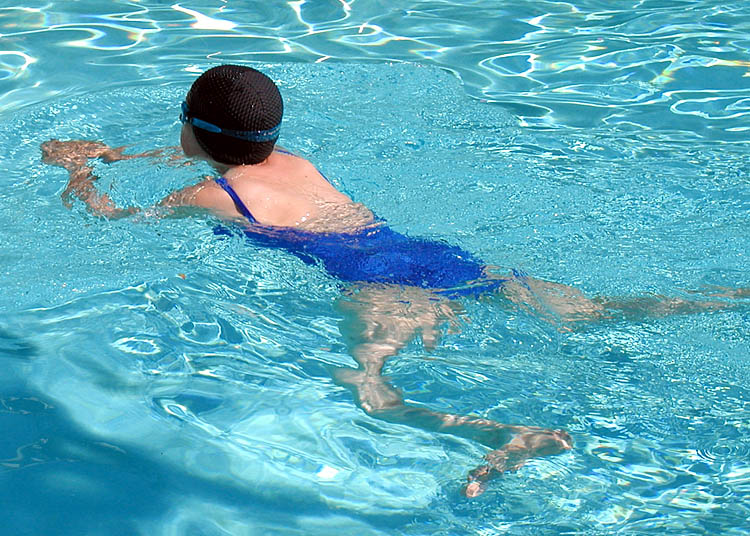
Mouvement de brasse (loisir).

Il existe une interaction de chacune des trois phases des jambes et des bras associée à la glisse pour une bonne continuité de la nage :
- Quand le corps est en position de glisse (jambes et bras allongés), les mains qui sont en appui, à plat sous la surface de l'eau, se tournent vers l'extérieur ;

- Les bras et les mains s'écartent vers l'extérieur, horizontalement sous la surface de l'eau, pour faire avancer le corps, qui doit offrir un minimum de résistance à l'avancement ;

- Les jambes sont ramenées vers le corps à la fin de l'écartement des bras et pendant leur retour vers la poitrine ;

- Elles commencent à s'écarter à la fin du retour des bras et pendant la première partie de l'extension des bras ;

- Les jambes, sous l'action des cuisses, se resserrent à la fin de la phase du retour des bras vers le corps et au début de la phase de glisse. Cette position est maintenue pour profiter de la vitesse acquise.

#### Erreurs fréquentes
La technique de la brasse, bien qu'abordée spontanément, est sujette à de nombreuses erreurs récurrentes :
- la tête reste hors de l'eau : la respiration est facilitée, mais ce mouvement d'extension forcée entraine une fatigue inutile et réduit considérablement la phase de glisse consécutive à la phase propulsive ;

- Les mouvements des bras et/ou des jambes sont précipités ; leur synchronisation est approximative ;

- Les doigts sont écartés lors de la phase de traction des bras ;

- Le mouvement des bras lors de la phase de traction n'a pas suffisamment d'amplitude ; les genoux ne sont pas suffisamment écartés ;

- Il n'est pas tiré profit de l'extension des pieds lors de la phase finale du mouvement de ciseau des membres inférieurs (rapprochement des cuisses dans l'axe du corps).

- la phase de glisse est trop courte.

### Brasse «sportive»

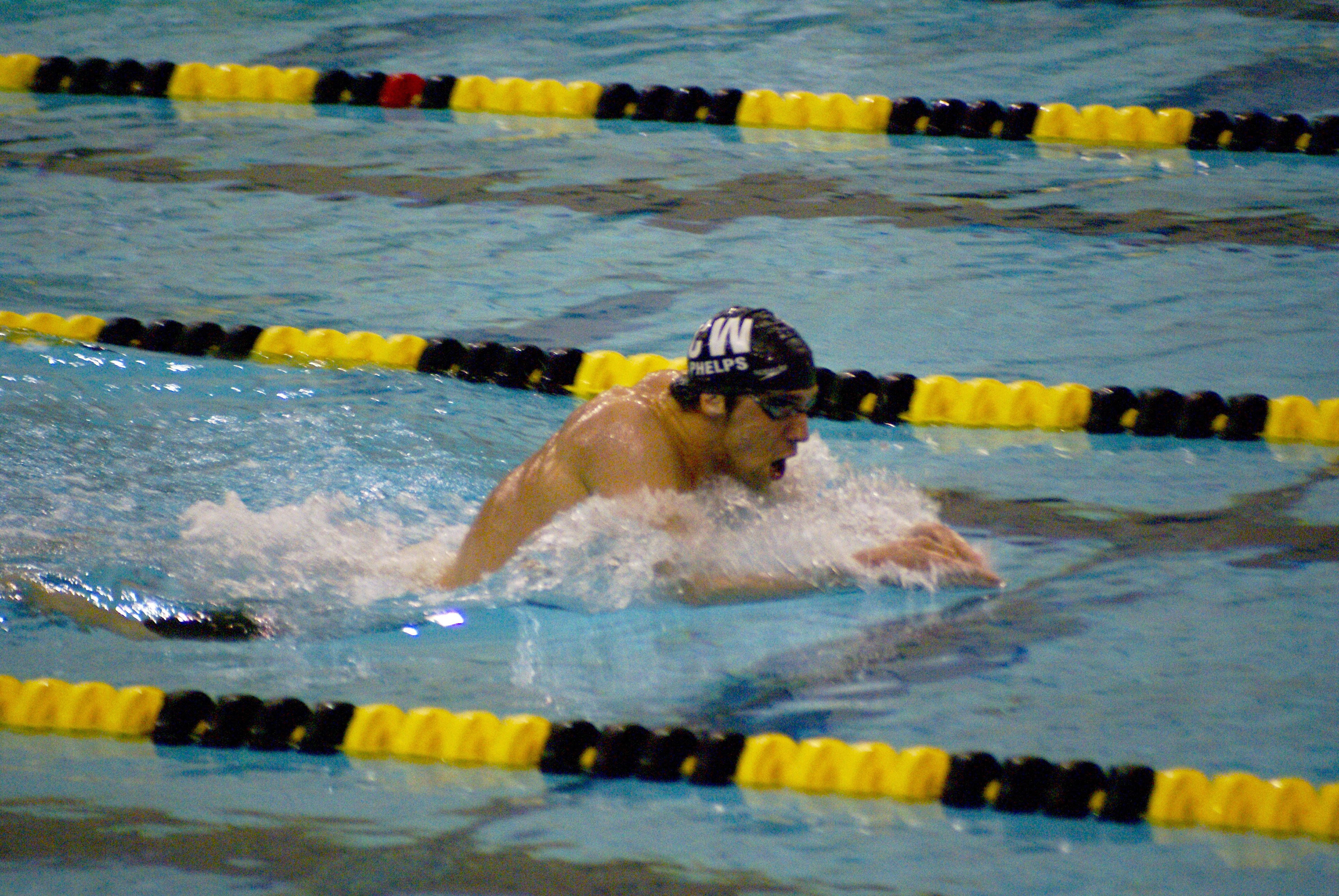
Michael Phelps, 2008

Les mouvements ne sont pas les mêmes que lors de la brasse communément pratiquée en loisir : globalement, ils s'effectuent dans les trois plans de l'espace, tant au niveau des membres inférieurs que supérieurs.
Comme précédemment, dans la position initiale, le corps est allongé, bras et jambes en extension. Le terme de « balayage » s'applique aux mains ou aux jambes. Jusqu'à la fin de la quatrième phase, les mouvements constituant le cycle doivent se faire en accélérant.

#### Membres supérieurs
1. la phase d'appui
Après avoir profité de la phase de glisse, les bras sont tendus vers l'avant, les mains jointes et posées à plat un peu en dessous de la surface. La tête est orientée vers le fond du bassin, placée sous les bras.
2. le balayage extérieur (ou « godille externe »)
Tandis que la tête commence à se relever, les mains, à 18-22 cm de la surface et dont les doigts sont joints, s'orientent vers l'extérieur et l'arrière. Puis les bras allongés s'écartent largement pour former un angle de 45° avec l'axe longitudinal du corps. C'est à partir de cette phase que commence l'expiration du nageur : jusqu'à la sortie de la tête de l'eau (phase suivante), elle est de plus en plus forte.
Au contraire des suivantes, ces deux premières phases sont identiques à celles de la brasse  traditionnelle.
3. le balayage vers le bas (ou « godille basse et interne »)
Les bras entrent en flexion tandis que les coudes restent proches de la surface : les avant-bras s'enfoncent ; les paumes s'orientent vers l'extérieur, vers le bas et vers l'arrière. À la fin de cette phase, l'angle formé par les avant-bras et les bras est de 90-110°. La tête sort de l'eau vers l'avant et entraîne les épaules.
4. le balayage vers l'intérieur et le haut (ou « godille interne »)
Les mains s'orientent alors vers l'intérieur, l'arrière et le haut. Les avant-bras continuent leur flexion, les coudes s'abaissent[20], ce qui permet aux mains de se rejoindre au niveau de la poitrine et de faciliter la sortie des épaules de l'eau. Les mains sont alors situées en avant du cou, sous le menton.
5. le retour des bras vers l'avant
Les bras sont allongés vers l'avant (avec un minimum de résistance, nuisible à l'avancement) à la suite de l'extension des coudes, ceux-ci étant rapprochés. Au début de cette phase et selon les nageurs, les mains peuvent être à, sur ou sous la surface (SW 7.3). La tête et les épaules passent sous l'eau et participent activement à l'étirement vers l'avant. ce mouvement de retour évoque un mini plongeon et facilite ainsi le retour à une position hydrodynamique.

#### Membres inférieurs
Le cycle des jambes a peu de points communs avec celui observé en brasse traditionnelle (où le mouvement des jambes est avant tout horizontal).
1. le retour vers l'avant
Les talons sont ramenés vers les fesses, dans un plan vertical ; pour cela, les genoux, entrés en flexion, s'enfoncent : l'angle formé par le tronc et les cuisses est d'environ 125°, les hanches sont légèrement fléchies. Les genoux s'écartent, mais sans dépasser la largeur des épaules. Les pieds sont en extension et tournés vers l'intérieur. Les talons sont joints ou non.
2. la phase d'appui
Les pointes des pieds s'orientent vers l'extérieur (SW 7.5).
3. le balayage extérieur, vers l'arrière et vers le bas (ou « godille externe »)
Alors que les cuisses restent fixes, les jambes s'étendent dans un mouvement semi-circulaire : d'abord dirigées vers l'extérieur, les jambes se dirigent alors vers l'extérieur, l'arrière et le bas. L'action des jambes est alors propulsive et leurs mouvements jusqu'à la fin du cycle doivent se faire en accélérant.
4. le balayage intérieur, vers l'arrière et le haut (ou « godille interne »)
Alors que les pieds sont en flexion dorsale les jambes s'orientent vers le bas et l'arrière pour terminer leur extension. Elles effectuent alors un balayage intérieur et dirigé vers le haut, tandis que les pointes des pieds restent en extension dorsale et s'orientent vers l'intérieur, jusqu'à se toucher.
5. l'allonge
Les jambes et les pointes des pieds sont allongées et serrées, pour profiter de la poussée et limiter les résistances à l'avancement.

#### Coordination
Le cycle des jambes (phase 1 : le retour vers l'avant) débute lorsque les mains et les coudes 
se rapprochent de la poitrine (phase 4 : balayage vers l'intérieur et le haut). Les phases 
propulsives (phases 2, 3, 4) et d'allonge (phase 5) des membres inférieurs s'effectuent lors du retour des bras vers l'avant (phase 5).

#### Virage de brasse
Le virage de brasse est lié aux règles SW 7.1 et 7.6 stipulant respectivement qu'il n'est jamais permis au nageur de se mettre sur le dos et qu'à chaque virage, le nageur doit toucher le mur avec les deux mains simultanément. Le virage de type « culbute » observé dans les épreuves de nage libre, où le nageur ne touche le mur qu'avec les pieds n'est ainsi ici pas possible.
L'ensemble se compose de l'enchaînement des actions suivantes :
1. l'approche
Elle s'effectue pendant la phase de glisse, idéalement juste après la propulsion des membres inférieurs. L'approche ne doit pas occasionner un ralentissement de la nage, mais si besoin, une modification préalable de l'amplitude des mouvements peut être nécessaire pour arriver au mur au bon moment.
2. la prise d'appui des mains
Les mains touchent le mur simultanément et délicatement, par les doigts (dirigés vers le haut) puis par les paumes. La position des mains l'une par rapport à l'autre est libre : la main du côté du virage peut être placée plus bas, pour anticiper la suite du mouvement.
3. la bascule
Les jambes, tandis qu'elles sont ramenées vers le mur sont repliées vers le ventre ; les talons sont repliés vers les fesses. Lorsque le corps est en position verticale, le bras opposé au sens du virage se positionne dans le sens de la reprise de nage : ce mouvement entraîne le pivotement des épaules et celle du corps. Les jambes continuent leur mouvement vers le mur tandis que la partie supérieure du corps se dirige dans le sens de la reprise de nage. Tandis qu'il inspire, le nageur « lance » son bras resté au mur au-dessus de l'épaule, en l'air, par un mouvement semi-circulaire, afin de rejoindre l'autre bras. À ce moment, le corps du nageur n'est plus en contact avec le mur et progressivement il s'oriente parallèlement à la surface.
4. la prise d'appui des jambes et poussée
Les jambes du nageur, pliées, touchent le mur lorsque le corps est parallèle à la surface, de côté, aligné (membres supérieurs, tête, poitrine, bassin). Les mains sont placées l'une sur l'autre. La poussée des jambes se fait dans la continuité de l'appui, en accélération, légèrement dirigée vers le bas (jusqu'à 1,50 m de profondeur) ; elle est de plus oblique, pour replacer le corps en position ventrale.
5. la coulée
L'extension complète du corps favorise alors son hydrodynamique et doit être conservée jusqu'à ce que la vitesse du nageur diminue.
6. la reprise de nage
Conformément à la règle SW 7.4, le nageur est autorisé à faire suivre sa première traction des bras (après son virage ou son départ) d'une poussée, c'est-à-dire de ramener les mains jusqu'aux cuisses, tandis que les membres inférieurs restent en extension. Lors de la glisse consécutive à ce mouvement, le nageur, loin de la surface, s'en rapproche.
Les bras et les mains sont alors ramenés près du corps, puis en extension vers l'avant ; le nageur effectue ensuite son premier mouvement propulsif des jambes. Étant parvenue près de la surface de l'eau, la tête émerge et le nageur réintègre le cycle normal de la brasse.

## Règlement international pour la pratique en compétition (2005-2009)
En conséquence des modifications apportées par les nageurs pour augmenter leur vitesse, qui bouleversaient la technique de la brasse, celle-ci est devenue la nage la plus règlementée en compétition. Le règlement est fixé par World Aquatics (anciennement FINA).
- SW 7.1 : À partir du début de la première traction de bras après le départ et après chaque virage, le corps doit rester allongé sur la poitrine. Il n'est pas permis de se tourner sur le dos à aucun moment. Tout au long de la course, le cycle des mouvements doit comporter un mouvement de bras et un mouvement de jambes dans cet ordre.

- SW 7.2 : Tous les mouvements des bras doivent être simultanés et dans le même plan horizontal sans mouvement alterné.

- SW 7.3 : Les mains doivent être poussées ensemble en avant à partir de la poitrine, au-dessous, au niveau ou au-dessus de l'eau. Les coudes doivent être sous la surface de l'eau, sauf avant le virage, pendant le virage et pour la traction finale à l’arrivée. Les mains doivent être ramenées en arrière sur ou sous la surface de l'eau. Les mains ne doivent pas être ramenées au-delà de la ligne des hanches, sauf pendant la première traction après le départ et chaque virage.

- SW 7.4 : Pendant chaque cycle complet, une partie quelconque de la tête du nageur doit couper la surface de l'eau. Après le départ et après chaque virage, le nageur peut faire un mouvement de bras se prolongeant jusqu'aux jambes. La tête doit couper la surface de l'eau avant que les mains se tournent vers l'intérieur au moment de la phase la plus large de la seconde traction. Un unique mouvement de dauphin vers le bas suivi d'un mouvement de brasse est autorisé pendant la submersion totale. Ensuite tous les mouvements des jambes doivent être simultanés et dans le même plan horizontal sans mouvement alterné.

- SW 7.5 : Les pieds doivent être tournés vers l'extérieur pendant la phase propulsive du mouvement de jambes. Les mouvements du type « ciseaux », « battement » ou « dauphin » vers le bas ne sont pas autorisés excepté le cas prévu à l'article SW 7.4. Couper la surface de l'eau avec ses pieds est autorisé si cela n'est pas suivi d'un mouvement vers le bas du type « dauphin ».

- SW 7.6 : À chaque virage et à l'arrivée de la course, le contact doit se faire avec les deux mains simultanément soit au niveau de l'eau, soit au-dessus, soit en dessous. La tête peut être immergée après la dernière traction de bras avant le toucher, à condition qu'elle coupe la surface de l'eau à un certain point pendant le dernier cycle complet ou incomplet précédant le contact.

Par ailleurs, conformément à la règle SW 12, les compétitions de brasse homologuées par World Aquatics se déroulent dans des bassins de 25 ou 50 mètres pour les distances de 50,100 et 200 mètres.